# Ernst Theophil Maier

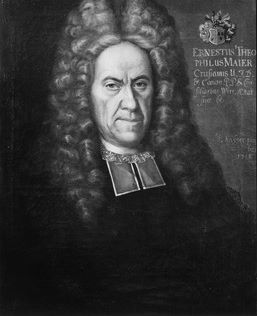
Ernst Theophil Maier in der Tübinger Professorengalerie

Ernst Theophil Maier, gen. Maier-Crusianus (auch Ernst Gottlieb Maier; * 1651 in Lustnau; † 1727 ebenda), war ein deutscher Jurist und Hochschullehrer.

## Leben
Ernst Theophil Maier studierte ab 1666 in Tübingen. Er wurde 1672 zum Dr. jur. promoviert und nahm eine Stelle als Universitätssekretär an. 1676 wurde er dort außerordentlicher Professor, 1695 ordentlicher Professor der Rechte (Kirchenrecht und Pandekten). 1697/98, 1703/04, 1708/09, 1714, 1718/19, 1723, 1726/27 war er Rektor der Universität Tübingen. Sein Porträt hängt deshalb in der Tübinger Professorengalerie. Außerdem war er herzoglich-württembergischer Rat.